# Chula the Clown
Gabriela Muñoz, más conocida como Chula the Clown, (México, 1982) es una artista multidisciplinaria mexicana que se enfoca en clown, teatro, ópera y circo. 

## Primeros años
Intentó estudiar Letras, pero pasado un semestre desertó.Posteriormente, después de permanecer durante un mes en coma a los 17 años, decidió viajar por el mundo. 
En Londres, realizó varias audiciones para escuelas de teatro, presentando monólogos de Shakespeare, e, incluso, una pieza de Cats. Exploró el teatro tradicional, musical y físico. Estudió en la Escuela Internacional de Artes Escénicas de Londres (LISPA por sus siglas en inglés) y la Escuela de Teatro Físico de Londres.

Referente a sus inicios en el clown, Gabriela Muñoz explica en entrevista con Glamour: 
Ya había pasado por teatro clásico, teatro musical y teatro de máscaras, pero cuando comenzamos el módulo de clown, fue una revelación para mí (…)Así fue como empecé a conectarme con lo mudo y el silencio, algo que se remonta a mi infancia, ya que comencé a hablar tarde y me comunicaba a través de sonidos.

## Carrera
Comenzó su carrera como clown en el 2010 con su primera obra Perhaps Perhaps Quizás; en el 2015, con el apoyo de Efiteatro y Co Productions estrena Limbo; para el 2019 estrena Dirt! con el apoyo de Efiartes. 

En el 2022, después de 8 años de trabajo presenta, en colaboración con la directora de orquesta Alondra de la Parra, The Silence of Sound, donde mezclan clown, música clásica, multimedia e iluminación en una misma puesta en escena.
(En el clown) ya hay más mujeres que hombres. Y arriesgándose, no copiando la comedia del hombre.
En 2020 publica su primer libro Chula the Clown donde comparte parte de su vida, trayectoria y la historia con otras mujeres que ha colaborado como Irene Azuela, Sofía Niño de Rivera, Alondra de la Parra e Yvonne Venegas.
En 2024, estrena Julieta, musicalizada por Natalia Lafourcade, con el apoyo del FONCA, el MICC (Mercado Internacional de Circo Contemporáneo) y en coproducción con Chamäleon Theater Berlin, TOHU Montréal y Ruhrfestpiele, Recklinghausen.
Se ha presentado en países como Alemania, Bélgica, España, Finlandia y México.
Además de sus presentaciones, imparte charlas, talleres y clases donde enseña a transmitir a través del silencio.

## Otros proyectos
Ha participado con Payasos sin fronteras, como voluntaria visitando comunidades vulnerables en países como Indonesia, Siria y México.
Además, en el 2010, junto con la artista Sabine Choucair, fundó el colectivo Clown me in, el cual ha trabajado en campos de refugiados palestinos en Líbano, Siria o Jordania, y con infancias en situaciones vulnerables en México, India, Brasil, Indonesia y Filipinas.

## Obra

### Teatro
- 2010 - Perhaps Perhaps Quizás
- 2015 - Limbo
- 2019 - DIRT!
- 2022 - The silence of sound
- 2024- Julieta

### Filmografía
- 2016 - Witkin on Witkin (participa en documental)

### Narrativa
- 2020 - Chula the clown  editado por Sicomoro Ediciones

## Premios, nominaciones y reconocimientos
- 2015 - acreedora al apoyo de Efiteatro para Limbo.
- 2016 - ganadora de los premios a mejor actuación y mejor obra del festival Fringe de Nueva Zelanda.[9]
- 2017 - ganadora del premio Ciudad de México en la categoría Acción solidaria.[10]
- 2019 - acreedora al apoyo de Efiartes para Dirt!
- 2019 - nominación de Dirt! al premio de la ciudad como mejor obra de teatro.
- 2020 - condecorada con la medalla al mérito internacional por promoción cultural por parte del Congreso de la CDMX.
- 2020 -  galardonada con el premio nacional de artes gráficas por su libro Chula the clown.
- 2024 - ganadora del premio del público del 41 Festival de Cómic y Teatro Festivo de Cangas.[11][12]